# Awram Mieleszko
Awram (Abraham) Mieleszko (Meleszko) herbu Korczak (zm. przed 1602 rokiem) – marszałek hospodarski w 1580 roku, pisarz ziemski słonimski w 1578 roku, marszałek Jego Królewskiej Mości powiatu słonimskiego, wojski słonimski w 1576 roku. 
Był wyznawcą prawosławia.